# Briançon
Briançon är en kommun i departementet Hautes-Alpes i regionen Provence-Alpes-Côte d'Azur i södra Frankrike. Kommunen ligger i arrondissementet Briançon. År 2022 hade Briançon 10 748 invånare.
Briançon var under antiken känt under namnet Brigantio. Den var under tidig medeltid självständig men införlivades 1032 vid Dauphiné och tillföll med detta område 1349 Frankrike.
Briançon är en gammal stad och ligger med alptoppar runt om. Sedan 2008 ingår Briançon i Unescos bevarandeprogram såsom ett av Vaubans verk. Briançon har ofta använts som start eller mål på etapper i Tour de France och andra cykeltävlingar. Briançon är en del av skidområdet Serre Chevalier.

## Befolkningsutveckling
Antalet invånare i kommunen Briançon
Referens:INSEE

## Galleri

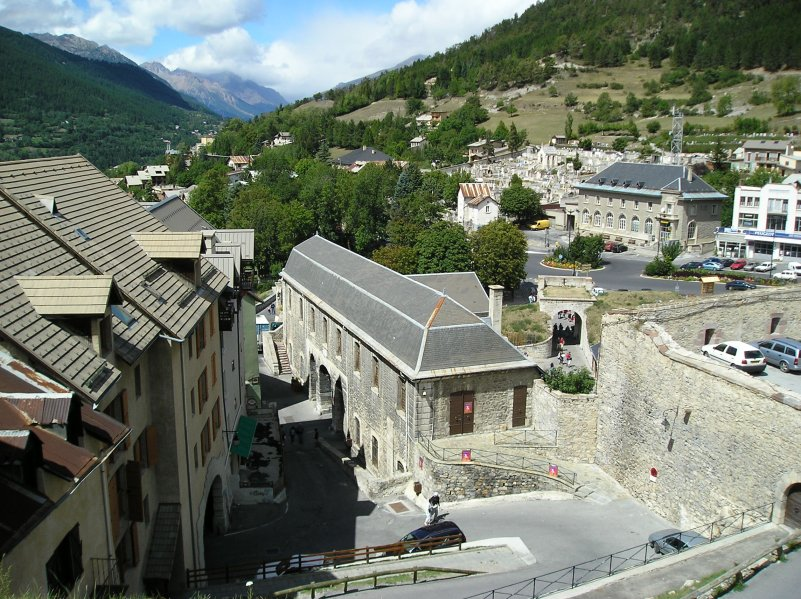
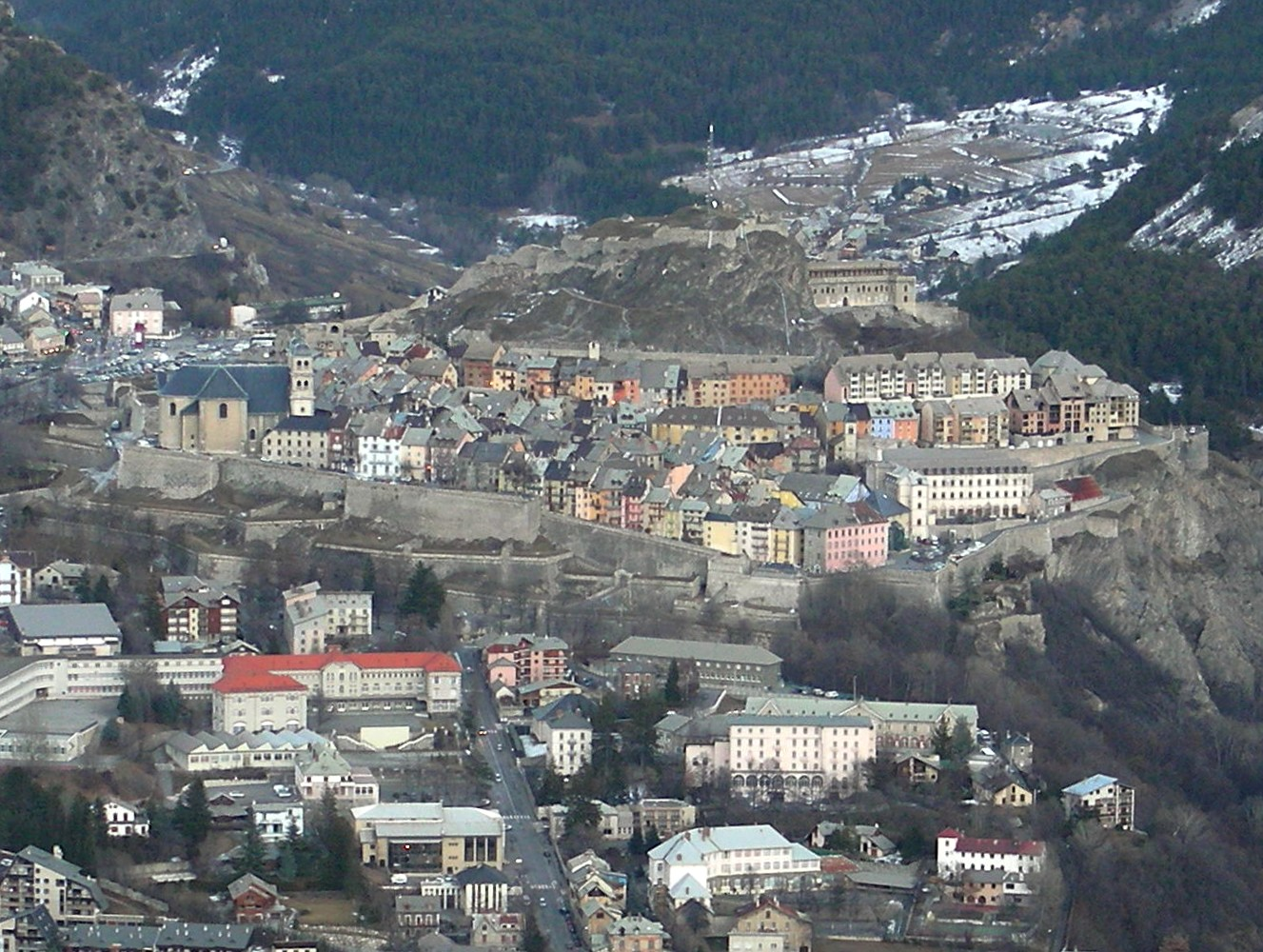
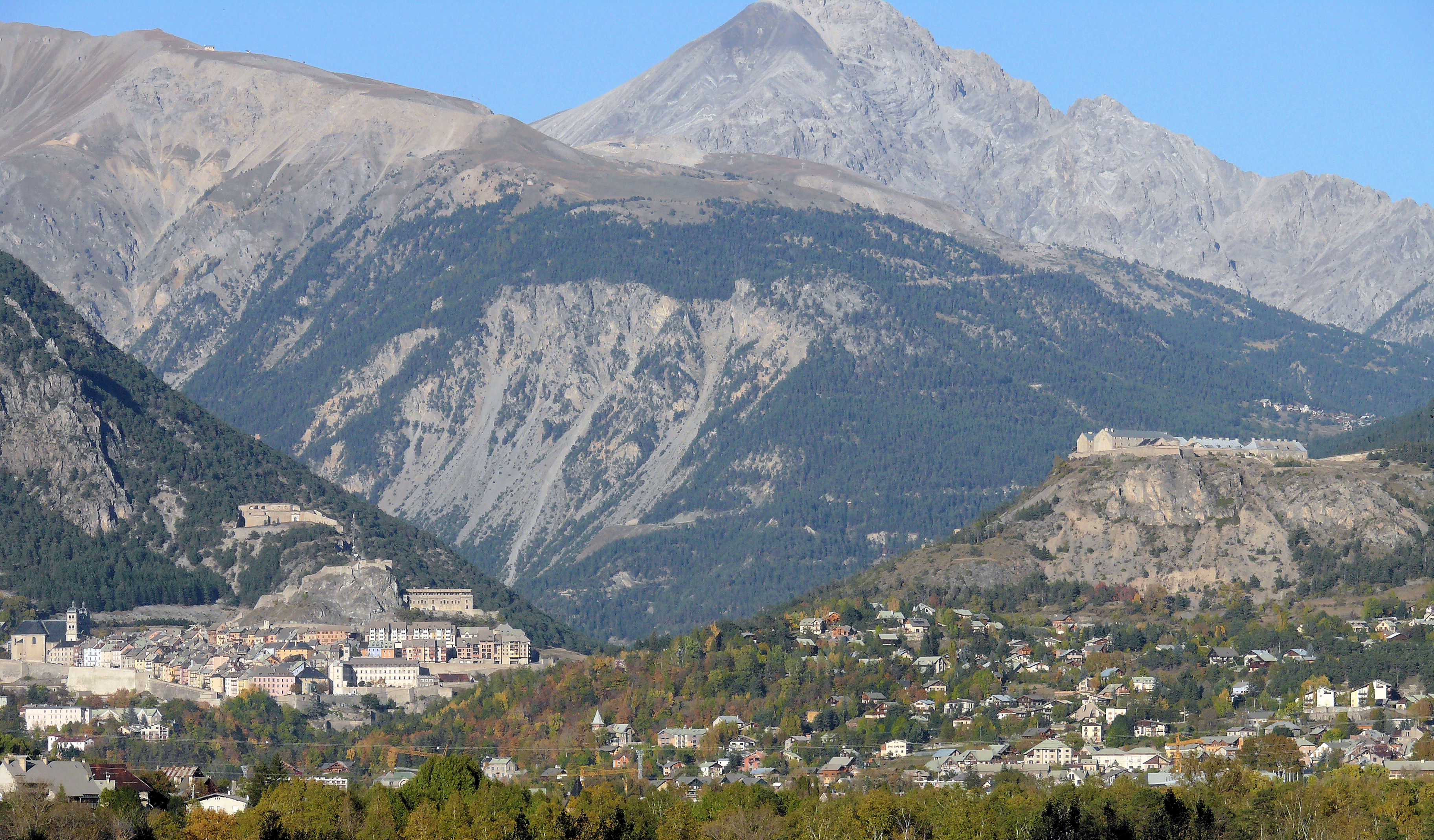
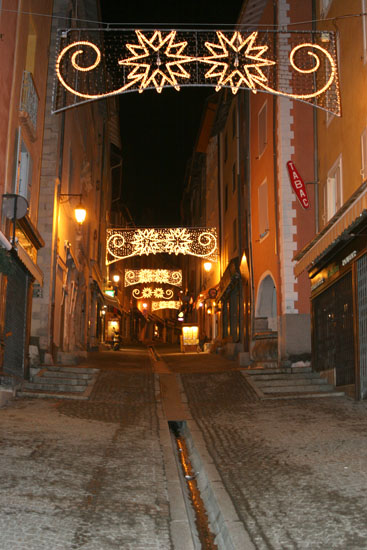
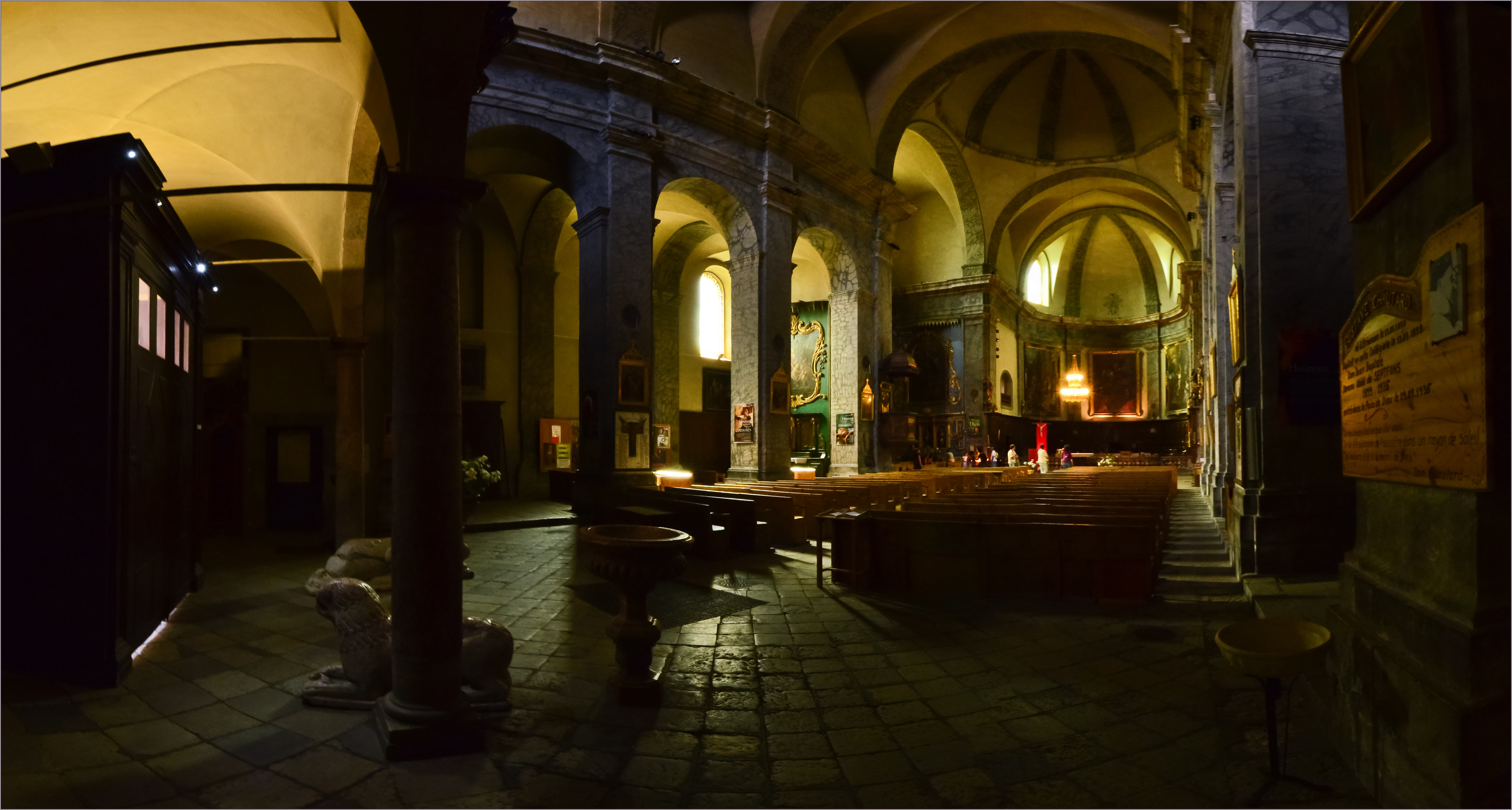
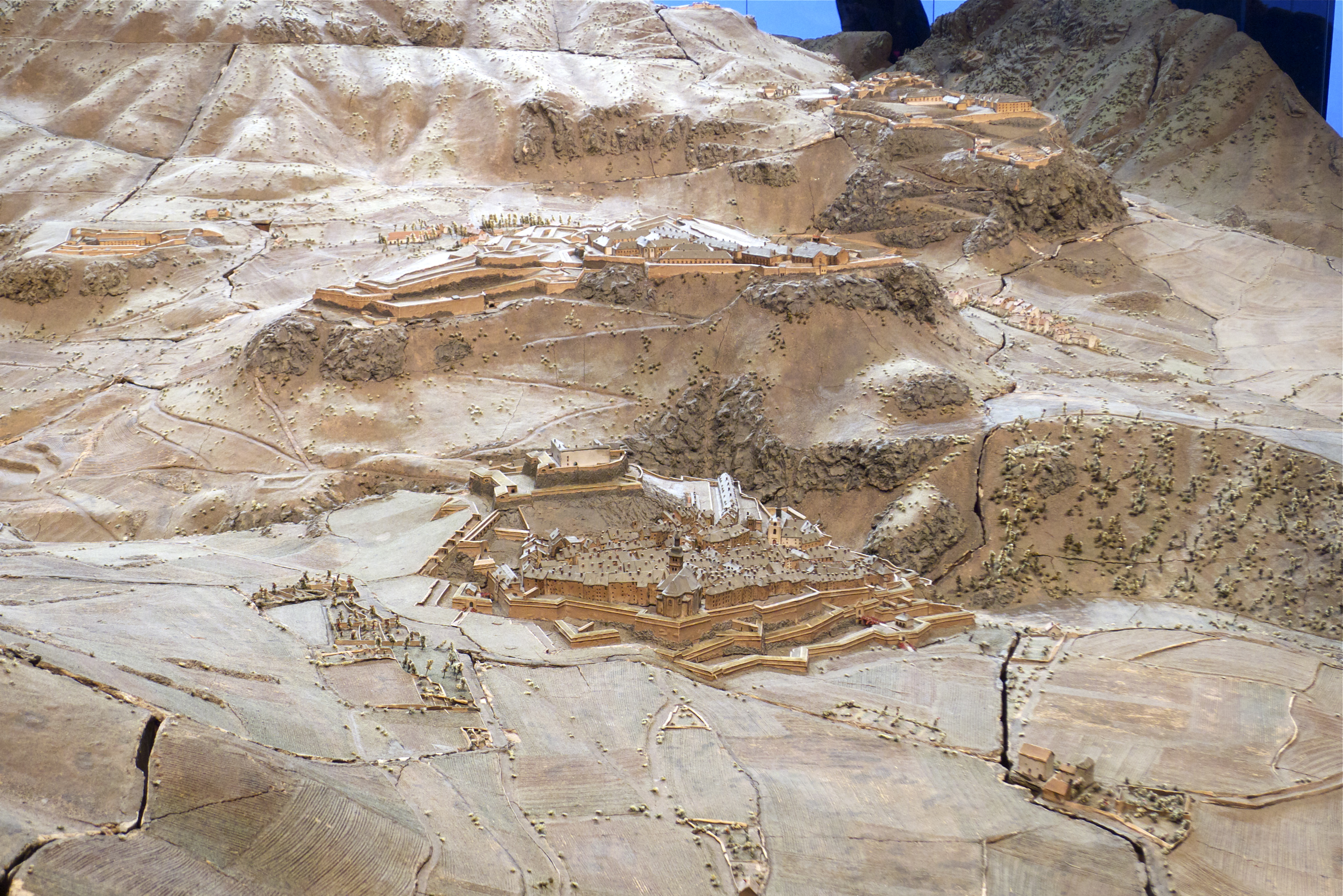